# أصلان (تارود)
أصلان (بالفارسية: اصلان) هي قرية تقع في إيران في قسم تاررود.